# 阪急阪神リート投資法人
阪急阪神リート投資法人（はんきゅうはんしんリートとうしほうじん）は、大阪府大阪市北区にある投資法人。東証上場（J-REIT）

## 概要
商業用施設・事務所用施設・複合施設に投資を行う総合型J-REIT。関西圏を投資主要対象とする初の銘柄。その他、首都圏並びに全国の政令指定都市及びそれに準ずる主要都市も投資対象エリアとしている。
近畿財務局で初めて登録された投資法人である（登録番号 近畿財務局長 第1号）。
資産運用業務は資産運用会社の阪急阪神リート投信（阪急阪神不動産100%子会社）、資産保管業務は資産保管会社の三菱UFJ信託銀行に委託している。

## 沿革
- 2004年（平成16年）
  - 12月1日 - 設立企画人（阪急リート投信株式会社）による投信法第69条第1項に基づく本投資法人の設立に係る届出。
  - 12月3日 - 阪急リート投資法人として、投信法第166条に基づく本投資法人の設立の登記、本投資法人の成立。
  - 12月6日 - 投信法第188条に基づく本投資法人の登録の申請。
- 2005年（平成17年）
  - 1月20日 - 内閣総理大臣による投信法第 187条に基づく本投資法人の登録の実施（登録番号　近畿財務局長　第1号）
  - 10月26日 - 東京証券取引所に上場。
- 2018年（平成30年）9月1日 - 阪急阪神リート投資法人に商号変更

## ポートフォリオ一覧
2024年1月24日現在で、物件数34物件、取得価格1,735億円。

### 商業用施設
- イオンモール堺北花田（敷地）
- コーナン広島中野東店（敷地）
- KOHYO小野原店
- コトクロス阪急河原町
- 北野阪急ビル
- 高槻城西ショッピングセンター
- デイリーカナートイズミヤ堀川丸太町店（敷地）
- ニトリ茨木北店（敷地）
- 阪急西宮ガーデンズ
- 阪急ファイブビル
- ホテルグレイスリー田町
- 万代五条西小路店（敷地）
- 万代豊中豊南店（敷地）
- 北青山3丁目ビル
- 山田西阪急ビル
- ライフ下山手店（敷地）
- ららぽーと甲子園（敷地）
- ホームセンターコーナン堺高須店（敷地）[5][6]

### 事務所用施設
- 汐留イーストサイドビル
- 阪急電鉄本社ビル
- 芝浦ルネサイトタワー

### 複合施設
- 上六Fビルディング
- （売却済）スフィアタワー天王洲
- ラグザ大阪
- グランフロント大阪（一部）